# Port sud de Prangli
Le port sud de Prangli (en estonien : Prangli lõunasadam, code EE PRL ) ou port de Mölgi (en estonien : Mölgi sadam)  est un port de la côte sud de Prangli en Estonie.

## Présentation
Les dimensions des bateaux ne doivent pas excéder une longueur maximale de 23,9 m, une largeur maximale de 5,0 m et un tirant d'eau de 0,8 m.
La plus petite profondeur à quai est de 1,8 m.

## Galerie

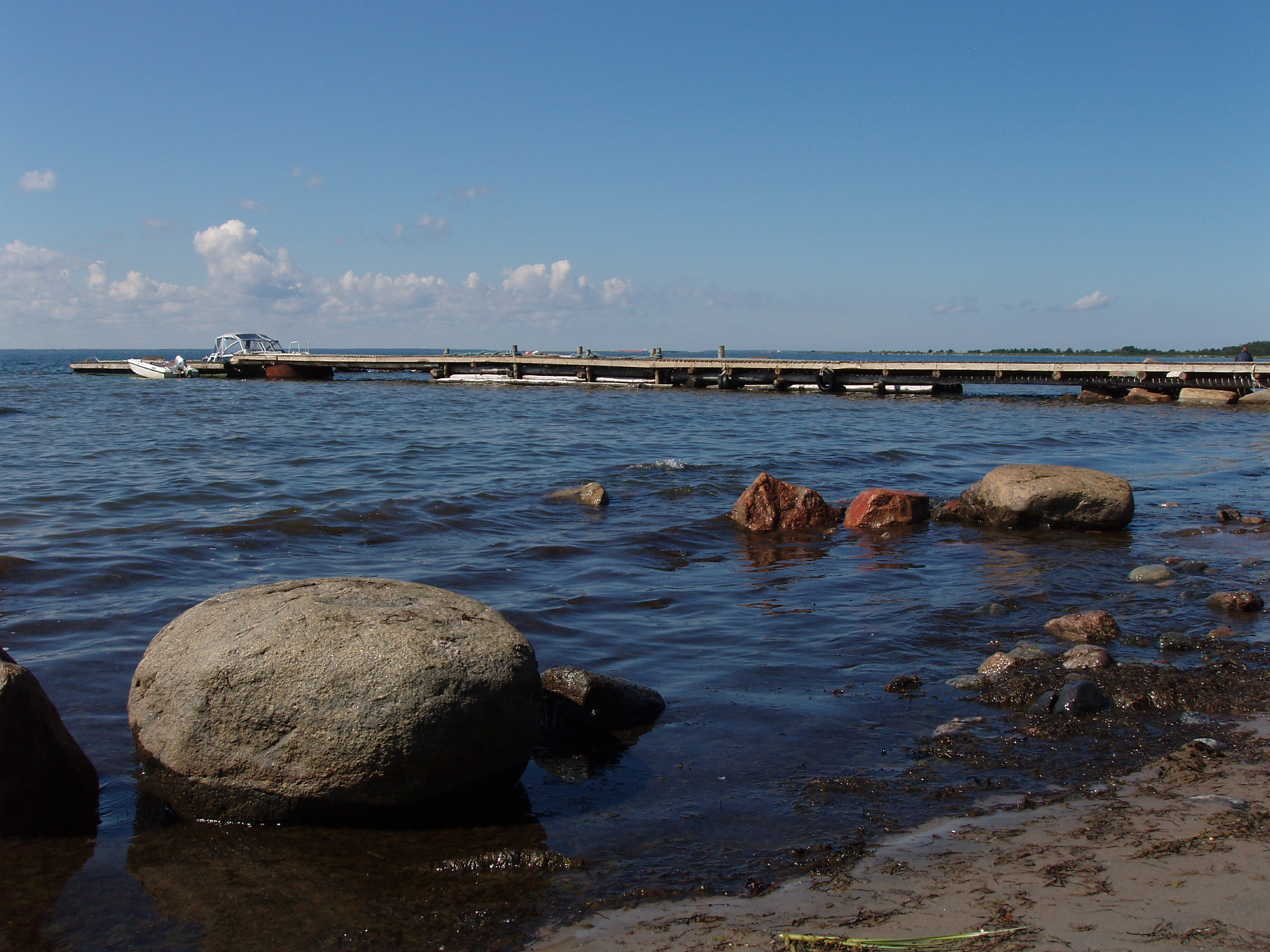